# Hugo Bagnulo
Hugo Bagnulo, né le 23 juillet 1915 et mort le 7 février 2008 à Montevideo (Uruguay), est un joueur et entraîneur de football uruguayen.
Ses succès sur les bancs du CA Peñarol, avec lequel il remporte un record de six titres de champion d'Uruguay  (1958, 1959, 1973, 1974, 1975 et 1982) en quatre passages, et de la sélection uruguayenne lui valent une certaine célébrité en Uruguay.

## Biographie
Footballeur professionnel de 1935 à 1947 (au Central Español, au CA Defensor puis au Danubio), Bagnulo réalise sa première expérience d'entraîneur en remplacement du titulaire lors du tournée du Defensor au Chili en 1946, au cours de laquelle son équipe écrase Colo Colo (6-0). Il compte une sélection en équipe nationale, le 25 mai 1942 lors de la Copa Newton, pour une défaite face à l'Argentine (1-4).
En 1947, il rejoint le Danubio, où il est joueur et entraîneur des jeunes. Un an plus tard, il prend en charge l'équipe première, qui monte en première division. En 1952 il revient au CA Defensor comme entraîneur, et trois ans plus tard est nommé sélectionneur national. Il remporte la Copa América 1956 puis quitte son poste en 1957. 
En 1958, il signe au CA Peñarol, qu'il mène à deux titres de champion après plusieurs années de disette, et où il met en place une équipe qui connaît au début des années 1960 une période particulièrement faste. Il accomplit par la suite une carrière d'entraîneur mouvementée, qui le voit retourner au CA Defensor, puis diriger différentes équipes du pays (le Nacional, Rampla Juniors qu'il mène à la deuxième place du championnat en 1964, Montevideo Wanderers, Central Español, Bella Vista, Huracán Buceo) et même de l'étranger (Rosario Central en Argentine, Alianza Lima au Pérou). 
Il intègre également le staff de la sélection uruguayenne auprès de Juan Carlos Corazzo, Juan López Fontana et Roberto Scarone pour la coupe du monde de 1962.
De retour à la tête de la sélection de 1970 à 1973, il se qualifie pour la coupe du monde de 1974 mais est remplacé malgré tout par Roberto Porta. Il revient à Peñarol en 1973 et y remporte trois titres de champion d'affilée (1973, 1974, 1975), ainsi que le Trophée Teresa-Herrera en 1974 et 1975. Après un passage à Liverpool Fútbol Club, il reprend la tête de la sélection en 1978 pour une poignée de matchs.
De retour chez les aurinegros en 1982, il y réalise une dernière saison historique, en remportant le championnat, la Copa Libertadores et la Coupe intercontinentale, avant de prendre sa retraite d'entraîneur.